# تاريخ مصر اليونانية
في عام 332 ق.م دخل الإسكندر الأكبر مصر دون مقاومة تُذكر، حيث استقبله المصريون بوصفه محررًا من الحكم الفارسي. وأقام أثناء وجوده في مصر بمدينة الإسكندرية، التي أسسها وسُمّيت باسمه، ثم غادرها عام 331 ق.م متجهًا شرقًا لمواصلة حملته ضد الإمبراطورية الفارسية.
كان الإسكندر قد تولى الحكم بعد وفاة والده، الملك فيليب الثاني المقدوني، عام 336 ق.م. وكان يبلغ من العمر عشرين عامًا فقط. وتمكّن خلال سنوات قليلة من توحيد المدن اليونانية تحت قيادته، ثم قاد حملة عسكرية واسعة ضد الإمبراطورية الفارسية.
وفي عام 334 ق.م، انتصر الإسكندر في معركة غرانيكوس، ثم توالت انتصاراته حتى هزم دارا الثالث، آخر ملوك الفرس، في معركة غوغميلا (أربيل) عام 331 ق.م.
وعندما دخل مصر عام 331 ق.م، قام بزيارة معبد آمون في واحة سيوة، حيث أعلنته كهنة آمون "ابنًا للإله"، ما منحه شرعية دينية فرعونية، وهي خطوة رمزية لاعتراف المصريين بحكمه. وبذلك مهد الطريق للحكم البطلمي الذي أعقب وفاته.
في عام 323 ق.م، توفي الإسكندر في مدينة بابل، عن عمر يناهز الثالثة والثلاثين. لم يترك وصية واضحة بشأن من يخلفه، ما أدى إلى انقسام إمبراطوريته بين قواده. وأُسند الحكم اسميًا إلى أخيه غير الشقيق فيليب أرهيديوس، مع الاعتراف مؤقتًا بحق الجنين الذي كانت تحمله زوجته الفارسية روكسانا إذا وُلد ذكرًا.
وفي مؤتمر بابل، تقاسم قادة الإسكندر إمبراطوريته، وكان نصيب مصر من حصة القائد بطليموس بن لاجوس، أحد أبرز قادته العسكريين، الذي أعلن نفسه حاكمًا عليها، مؤسسًا بذلك الدولة البطلمية في مصر، والتي استمرت نحو ثلاثة قرون.

## بطليموس الخامس (205 ق.م–181 ق.م)
عندما تولى بطليموس الخامس العرش لُقّب بـ أبيفانس (الإله الظاهر)، وكان لا يزال طفلًا في الخامسة من عمره، وقد شهد عهده انقسامات وصراعات داخلية أدت إلى حرب أهلية دموية في شوارع الإسكندرية. استغل الملك السلوقي في سوريا أنطيوخس الثالث هذه الفرصة للتدخل، فاحتل فينيقيا وزحف بجيشه نحو مصر في محاولة لإنهاء حكم البطالمة وضم مصر إلى أملاكه. وعندئذ، تدخلت روما، بالرغم من أنها كانت خارجة لتوها من الحرب الهانيبالية، وأمرت أنطيوخس أن:
«يترك المملكة الصديقة (مصر) التي تركت لرعايتنا بناءً على الرغبة الأخيرة التي أبداها والد جلالته»
وقد اضطر أنطيوخس أمام موقف روما الحازم أن يكتفي بانتصاراته خارج حدود مصر، وأن يعترف بسيادتها، رغم أنه قام بتزويج ابنته كليوباترا الأولى إلى بطليموس الخامس، الذي تُوفي سنة 180 ق.م.

## الملكة كليوباترا الأولى (توفيت حوالي 180 ق.م)
ثمة اختلاف بين المؤرخين حول هوية زوج كليوباترا الأولى؛ فبعضهم يرى أنها تزوجت من بطليموس الخامس ملك مصر، بينما يرى آخرون أنها تزوجت من أنطيوخس الرابع أو أنطيوخس الثالث ملك السلالة السلوقية في سوريا، والتي تولت العرش باسم كليوباترا الثانية. لكن الأكثر قبولًا هو أنها كانت زوجة بطليموس الخامس، ما عزز التحالف بين البطالمة والسلوقيين بعد صراعات فترة حكم بطليموس الخامس

## بطليموس الثامن (حكم في مصر 169 ق.م، ثم في برقة من 163 إلى 145 ق.م، ثم في مصر من 145 إلى 116 ق.م)
تولى بطليموس الثامن العرش بلقب يورجييتس الثاني (أي "الخير")، لكنه كان معروفًا أيضاً بلقب فسكون (Physkon) والذي يعني "البطين". كان ابن بطليموس الخامس، وبدأ حكمه في مصر عام 169 ق.م. إلا أنه تعرض لثورة عنيفة في عامي 131–130 ق.م اضطر على إثرها إلى الهروب، واستولت خلالها أخته كليوباترا الثانية على الحكم منفردة. استطاع بطليموس الثامن استعادة العرش في الإسكندرية وحكم حتى وفاته عام 116 ق.م.
قبل حكمه في مصر، كان بطليموس الثامن قد حكم مملكة قورينة (برقة) في ليبيا كملك مستقل، بعد أن منحه مجلس الشيوخ الروماني هذا الإقليم نتيجة خلافه مع أخيه بطليموس السادس. وقد ادعى بطليموس الثامن أن أخاه كان يحاول اغتياله وضم ليبيا مرة أخرى إلى مصر، وغطى ادعاءه بوصية مزعومة تنص على أن ملكية قورينة تؤول إلى روما بعد موته، وهو ما لم يتم تنفيذه بسبب استعادته حكم مصر.
امتدت فترة حكم بطليموس الثامن حوالي 54 عامًا، وهي أطول مدة حكم لملك من الأسرة البطلمية في مصر، وشهدت هذه الفترة استقرارًا سياسيًا نسبيًا وتحسنًا اقتصاديًا ملحوظًا. ازدادت التجارة في منطقة البحر المتوسط التي أصبحت بحيرة رومانية تقريبًا، وزار مصر عدد من الرومان لأغراض السياحة والخدمة الرسمية. من الأدلة على ذلك ترجمة بردية تعود لعام 112 ق.م تم العثور عليها بالقرب من منطقة الأهرامات، تضمنت تعليمات رسمية صادرة عن السناتور الروماني لوكيوس ميميوس خلال رحلته في إقليم الإرسينواتي (Arsinoite).

## بطليموس التاسع (116 ق.م – 107 ق.م)
حكم بطليموس التاسع المعروف بلقب سوتير الثاني مصر في الفترة بين 116 و107 ق.م، وكان الحكم في البداية مشاركة مع والدته الملكة كليوباترا الثالثة التي استمرت في الحكم حتى عام 101 ق.م. تولى بطليموس التاسع العرش عقب وفاة والده بطليموس الثامن، وقد تميز عهده بصراعات داخل الأسرة البطلمية التي أثرت على استقرار الحكم

## بطليموس العاشر ووالدته الملكة كليوباترا الثالثة (107 ق.م – 101 ق.م)
بعد وفاة بطليموس التاسع لم يكن له وريث مباشر، فتولت زوجته الثالثة برنيقة حكم مصر لفترة قصيرة. في تلك الأثناء، كان هناك ابن آخر لبطليموس الثامن يُدعى بطليموس العاشر (الإسكندر الأول) يقيم في روما. عاد بطليموس العاشر إلى مصر في عام 107 ق.م، وتزوج من الملكة برنيقة التي كانت تحكم آنذاك، ليبدأ فترة حكمه التي امتدت حتى عام 88 ق.م

## بطليموس الحادي عشر (88 ق.م – 81 ق.م)
تولى بطليموس الحادي عشر، الذي يُعتقد أنه نفس بطليموس التاسع (سوتير الثاني) في حكمه الثاني، العرش في عام 88 ق.م حتى وفاته عام 81 ق.م. تعرض في عهده إلى اضطرابات داخلية شديدة، حيث قتلته جماهير الإسكندرية في الجيمانزيوم، مما أدى إلى تولي ابنه بطليموس الثاني عشر العرش في نفس العام

## بطليموس الثاني عشر (80 ق.م – 51 ق.م)
عرف بطليموس الثاني عشر بلقب الزمار واللقب الرسمي ديونيسيوس الصغير. كان ابنًا غير شرعي لبطليموس التاسع، وحكم مصر من 80 ق.م حتى وفاته عام 51 ق.م. تزوج من كليوباترا السادسة، وعانى عهده من ضغوط متزايدة من روما. في عام 58 ق.م، ضم مجلس الشيوخ الروماني جزيرة قبرص كمقاطعة رومانية، مما أثار ثورة في الإسكندرية ضد حكمه. اضطر بطليموس الثاني عشر للفرار إلى روما حيث حظي بدعم سياسي كبير، ولا سيما من يوليوس قيصر، الذي أقره ملكًا على مصر مقابل دفع ضريبة سنوية كبيرة. توفي في عام 51 ق.م، وترك وصية رسمية تنص على توريث العرش لأبنائه، بموافقة روما ومساندة ماركوس أنطونيوس

## بطليموس الثالث عشر وكليوباترا السابعة (تولى عام 51 ق.م)
ورث بطليموس الثالث عشر عرش مصر بعد وفاة والده بطليموس الثاني عشر في عام 51 ق.م، وكان يبلغ من العمر حوالي عشر سنوات، وتولى الحكم إلى جانب أخته الكبرى كليوباترا السابعة، التي كانت تبلغ من العمر نحو ثمانية عشر عامًا، فتزوجها ليحكما مصر معًا بشكل مشترك، رغم فارق العمر الكبير بينهما.
في عام 46 ق.م، اجتاح يوليوس قيصر إيطاليا بمساندة قواته، في الوقت الذي كان فيه خصمه بومبي يجمع قواته في مقدونيا. وبعد هزيمته في معركة فارسالوس عام 48 ق.م، هرب بومبي إلى مصر. ومن المعروف أن البلاط البطلمي، بناءً على خطة يعتقد أنها من كليوباترا، أمر باغتيال بومبي على يد أحد رجال البلاط، حيث استُقبل بومبي بوداعة، لكنه قُتل بمجرد نزوله إلى الشاطئ، وجُز رأسه وأُخذ إلى القصر البطلمي.
في 2 أكتوبر 48 ق.م، وصل يوليوس قيصر إلى الإسكندرية، ودخل المدينة، لكن الزيارة أثارت تذمر السكان، إذ تفاقمت الصراعات الداخلية بين كليوباترا وبطليموس الثالث عشر.
بعد فترة من النزاع، طردت كليوباترا أخاها بطليموس من مصر، واحتشدت بجيشها على الحدود مع سوريا للدفاع عن حقوقها. تدخل قيصر شخصيًا لحل النزاع بينهما، وأمر بوقف القتال والخضوع لحكمه، معتبرًا نفسه ممثلًا للشعب الروماني الذي أيد وصية بطليموس الثاني عشر. فتوجه بطليموس الثالث عشر إلى الإسكندرية للامتثال لأمر قيصر.

## بطليموس الرابع عشر وكليوباترا السابعة (تولى عام 47 ق.م)
منعت الأعراف الاجتماعية والدينية في مصر القديمة كليوباترا من التواصل المباشر مع يوليوس قيصر، فاضطرت للتوسط عبر وسطاء، إلا أنها كانت عازمة على الوصول إلى الحكم والحصول على تأييد قيصر، خاصة أن روما كانت تسيطر فعليًا على تعيين حكام البطالمة في مصر. استغلّت كليوباترا طريقة ذكية، إذ دخلت قصر قيصر بشكل سري مخفية تحت بساط، وعندما رآها أعجب بها كثيرًا. ثم استدعى أخاها بطليموس الثالث عشر، الذي عندما شاهد وجود أخته كليوباترا مع قيصر، شعر بالغيرة وخرج إلى شوارع الإسكندرية غاضبًا، مما أثار مشاعر المواطنين الذين حاصروا القصر.
خرج قيصر إلى الشعب ليطمئنهم بأنه ينفذ وصية والد كليوباترا وبطليموس التي تقضي بتولي كليوباترا السابعة الحكم جنبًا إلى جنب مع أخيها الأكبر. ومع ذلك، اندلعت حرب الإسكندرية بين قوات قيصر وحلفاء بطليموس الثالث عشر، حيث واجه قيصر مقاومة شديدة واضطر إلى جلب تعزيزات عسكرية من روما. انتهت الحرب بانتصار قيصر، لكنه لم يعمد إلى ضم مصر مباشرة إلى الإمبراطورية الرومانية، بل قرر تنفيذ الوصية الأصلية، فتم تنصيب بطليموس الرابع عشر، شقيق كليوباترا، على العرش مع كليوباترا السابعة بعد مقتل بطليموس الثالث عشر خلال المعارك.

## كليوباترا السابعة (تولت عام 44 ق.م حتى 30 ق.م)
لم تكن كليوباترا السابعة رائعة الجمال، لكنها كانت ذكية جدًا، حيث كانت تتحدث عدة لغات حتى نادرًا ما احتاج أي من أمراء الشعوب الأجنبية في حضورها إلى مترجم، شملت لغاتها الأحباش، العرب، السوريين، العبرانيين، الميديين، والفرس، وهي صفات نادرة الوجود في امرأة واحدة.
تزوجت كليوباترا من يوليوس قيصر، إمبراطور روما في ذلك الوقت، وأنجبت منه ابنًا أطلق عليه اسم قيصرون. قتل يوليوس قيصر في 44 ق.م، ومن ثم نشبت الصراعات بين أنصاره، وقامت الحرب بين أتباعه التي انتهت بانتصار أوكتافيانوس على أنطونيوس في معركة موتينا. أصبح أوكتافيانوس قنصلًا عام 43 ق.م، وتقاسم السلطة مع أنطونيوس وليبدوس، وزُعت الولايات بين هؤلاء القادة.
كان أنطونيوس مسؤولًا عن تنظيم الولايات الشرقية، وأوكتافيانوس عن الغرب. وصل أنطونيوس إلى افسوس، حيث دعا حكام الشرق الذين ساعدوا أعداءه، لكن كليوباترا كانت الوحيدة التي لم تحضر. أرسل أنطونيوس إليها ليلتقيها في كيلكيا، فذهبت كليوباترا إليه في موكب ملكي فخم تفوح منه روائح الشرق وسحره، مستغلة كل وسائلها لتحقيق السيطرة على أنطونيوس.
عاد أنطونيوس معها إلى الإسكندرية وبقي هناك حتى عام 40 ق.م. أجبرته الظروف على الابتعاد إلى أنطاكية ليتمكن من الطلاق من زوجته فولفيا والتصالح مع أوكتافيانوس. في خريف 37 ق.م، تزوج أنطونيوس كليوباترا رسميًا، ومنحها وأطفالها منحه أراضي وممتلكات واسعة، منها خالكيس، سوريا الوسطى، كيلكيا، تراقيا، قبرص، وأجزاء من فلسطين وفينيقيا، استعادة لكثير من ممتلكات الأسرة البطلمية.
أنجبت كليوباترا من أنطونيوس توأمين، أسمتهما الإسكندر هليوس (الشمس) وكليوباترا سيليني (القمر)، كما أنجبت لاحقًا طفلاً ثالثًا اسمه بطليموس فيلادلفوس، تكريمًا لجده بطليموس فيلادلفوس.
حدث خلاف بين أوكتافيانوس وأنطونيوس عام 31 ق.م بسبب الأراضي التي منحها أنطونيوس لأبناء كليوباترا، ما أدى إلى اندلاع الحرب بينهم، وانتهت بهزيمة أنطونيوس في معركة الإكتيوم البحرية. انتحر أنطونيوس في أغسطس 30 ق.م بإيذاء نفسه، ولم يكن انتحاره بسبب حبه لكليوباترا كما يزعم البعض، بل بسبب الهزيمة والضغوط النفسية.
لم يقبل أوكتافيانوس أن يرث أبناء كليوباترا العرش، فاختارت كليوباترا أن تنتحر لتتجنب السخرية من دخولها إلى روما في موكب النصر، وفضّلت أن تقتل نفسها باستخدام سم حية الكوبرا في أغسطس 30 ق.م. بذلك انتهى عصر الدولة البطلمية اليونانية في مصر.

## وصلات خارجية
- histoc-ar.blogspot.com التاريخ

| سبقه مصر القديمة | تاريخ مصر | تبعه القبطية |